# Rumil Vildanov
Rumil Jiangirovich Vildanov (russisk: Румиль Джиангирович Вильданов tr. Rumil Djiangirovitj Vildanov ; født 24. november 1939 i Bisjkek, Kirgisistan, død 18. februar 1987 i Tasjkent, Usbekistan, Rusland) var en sovjetisk usbekisk komponist og lærer.
Vildanov studerede komposition på Tasjkent Musikkonservatorium. Han har skrevet fire symfonier, orkesterværker, komedieværker, korværker og filmmusik, som han nok er mest kendt for.
Han blev efter sin afgangseksamen på konservatoriet ansat som lærer på Tasjkent Musikkonservatorium, hvor var aktiv til sin død. Han hører til Usbekistans ledende komponister.

## Udvalgte værker
- Symfoni nr. 1 (1962) - for orkester
- Symfoni nr. 2 "Stenene græder" (1967) - for orkester
- Symfoni nr. 3 (1968) - for orkester
- Symfoni nr. 4 (1970) - for orkester
- Violinkoncert (1968) - for violin og orkester
- 2 Klaverkoncerter (1965, 1968) - for klaver og orkester
- Andro og Sandro (1975) - filmmusik